# Rio Rico (Messico)
Rio Rico è una località di 278 abitanti del Messico parte del comune di Rio Bravo nei pressi del Rio Grande, al confine con gli Stati Uniti.

## Geografia fisica
Il paese si trova sul Rio Grande al confine con gli Stati Uniti, la cittadina è raggiungibile dalla Carretera Federal 2D Reynosa-Matamoros.
Le cittadine più vicine sono le statunitensi Weslaco e Mercedes e la messicana Nuevo Progreso.

## Toponimo
Il nome della cittadina significa in spagnolo "fiume ricco".

## Storia
Il paese venne ceduto dal Messico agli Stati Uniti con il Trattato di Guadalupe Hidalgo del 1848 e venno annesso al Texas alla Contea di Hidalgo.
Nel 1906 la Rio Grande Land and Irrigation Company modificò il corso del Rio Grande senza alcuna autorizzazione e senza alcun trattato internazionale, quindi la cittadina passò a sud del corso del fiume e provocò l'inizio di una disputa territoriale con il Messico.
Nel 1928 venne costruito il Thayer Bridge sul Rio Grande che rimase l'unico collegamento con il resto degli Stati Uniti e Rio Rico divenne una zona di contrabbando di alcolici durante il proibizionismo e vennero aperti anche dei casinò diventando di fatto una zona autonoma all'interno degli Stati Uniti, ci furono anche voci di una visita di Al Capone nel paese. Poi il ponte venne distrutto da una tempesta nel 1941 e nel 1946 cominciò il servizio di battelli.
Nel 1970 con il trattato tra Messico e Stati Uniti venne deciso il passaggio della cittadina all'amministrazione messicana nel 1977.
Il 1º gennaio 1977 la cittadina passò sotto amministrazione messicana come parte dello Stato di Tamaulipas.
Tutte le persone nate a Rio Rico dal 1906 al 1972 secondo il trattato tra Stati Uniti e Messico del 25 ottobre 1972 potevano richiedere la cittadinanza statunitense e possono essere considerati cittadini statunitensi a tutti gli effetti, queste persone risultavano essere 250 persone nel 1970.

Durante l'amministrazione statunitense Rio Rico era una Census-designated place.

## Scuole
- Colegio Amado Nervo
- Colegio Enrique Carlos Rebsamen